# 委員長決裁
委員長決裁（いいんちょうけっさい）とは、国・州・地方自治体等の議会の委員会において採決を行って可否同数となった場合に、委員長自身がその議案の可決・否決を決めることをいう。以下本項では日本の国会を例に詳述する。

## 概説
国会法第50条では、委員会の議事において可否同数の場合、委員長の決するところによると規定されている。
日本国憲法は国会の議事において可否同数となった場合は、議長の決するところによるとするが（日本国憲法第56条第2項）、ここでいう「議長」とは、役職としての両議院の議長という意味ではなく、会議を主宰し議事進行時に現に議長席にあって議事を整理している者を指すと解されている（副議長や仮議長の場合もある）。したがって、委員会の委員長も憲法56条2項の「議長」には含まれると解されており、国会法第50条はその確認規定にとどまると解されている。
ただ、委員会の場合には区別のために委員長決裁と呼ばれている。

## 先例
委員長決裁事例は多数あり、近年では案件のほぼすべてが委員長出身政党寄りの決裁となっている。過去の委員長決裁は殆どが与党寄りの決裁となっているが、ねじれ国会下の参議院では野党寄りの決裁となっている。
国政選挙においては、与党が安定多数の議席を占めることができるかが「勝敗」の一つの目安となるが、これは「国会の各委員会で法案が可否同数となった場合でも、委員長（あるいはこれに次ぐ筆頭理事）ポストを確保しておけば与党寄りの委員長決裁ができ法案は委員会を通過する」という現実が前提とされるためである。
| 回次 | 採決日                     | 議院   | 委員会                          | 委員長                | 案件 | 可否         | 本会議での議決                                                                                       |
| ---- | -------------------------- | ------ | ------------------------------- | --------------------- | --- | ------------ | --- |
| 1    | 1947年（昭和22年）10月13日 | 参議院 | 議院運営委員会 庶務関係小委員会 | 藤井新一 （仮委員長） | 国会職員給与規程案の修正案 | 否決         | なし                                                                                                 |
| 1    | 1947年（昭和22年）10月13日 | 参議院 | 議院運営委員会 庶務関係小委員会 | 藤井新一 （仮委員長） | 国会職員給与規程案の原案 | 可決         | なし（両院の議院運営委員会合同審査会で可決）                                                         |
| 1    | 1947年（昭和22年）12月8日  | 参議院 | 鉱工業委員会                    | 稲垣平太郎            | 臨時石炭鉱業管理法案の中川以良提出の修正案 | 否決         | なし                                                                                                 |
| 2    | 1948年（昭和23年）7月2日   | 衆議院 | 運輸及び交通委員会              | 川野芳満              | 国有鉄道運賃法案の社会党、民主党及び国民協同党三派共同提出の修正案 国有鉄道運賃法案の修正部分を除く原案 | いずれも可決 | 委員長報告のとおり修正議決                                                                           |
| 4    | 1949年（昭和24年）5月23日  | 参議院 | 農林委員会                      | 楠見義男              | 食糧確保臨時措置法の一部を改正する法律案の修正部分を除く原案 | 可決         | 委員長報告のとおり修正議決                                                                           |
| 13   | 1952年（昭和27年）4月28日  | 参議院 | 法務委員会                      | 小野義夫              | 日本国とアメリカ合衆国との間の安全保障条約第三条に基く行政協定に伴う刑事特別法案の修正案 | 否決         | なし                                                                                                 |
| 13   | 1952年（昭和27年）4月28日  | 参議院 | 法務委員会                      | 小野義夫              | 日本国とアメリカ合衆国との間の安全保障条約第三条に基く行政協定に伴う刑事特別法案の原案 | 可決         | 長谷山行毅ら本会議提出の修正案により修正議決                                                         |
| 13   | 1952年（昭和27年）7月22日  | 参議院 | 内閣委員会                      | 河井彌八              | 郵政省設置法の一部を改正する法律案及び郵政省設置法の一部改正に伴う関係法令の整理に関する法律案の両案に対する波多野鼎提出の修正案 | 否決         | なし                                                                                                 |
| 13   | 1952年（昭和27年）7月22日  | 参議院 | 内閣委員会                      | 河井彌八              | 郵政省設置法の一部を改正する法律案及び郵政省設置法の一部改正に伴う関係法令の整理に関する法律案の両案に対する栗栖赳夫提出の修正案 郵政省設置法の一部を改正する法律案及び郵政省設置法の一部改正に伴う関係法令の整理に関する法律案の両案の修正部分を除く原案 | いずれも可決 | 委員長報告のとおり修正議決                                                                           |
| 15   | 1952年（昭和27年）12月16日 | 衆議院 | 労働委員会                      | 田中伊三次            | 公共企業体等労働関係法第十六条第二項の規定に基き、国会の議決を求めるの件の国有鉄道関係議決案 公共企業体等労働関係法第十六条第二項の規定に基き、国会の議決を求めるの件の国有鉄道関係附帯決議案 公共企業体等労働関係法第十六条第二項の規定に基き、国会の議決を求めるの件の専売公社関係議決案 公共企業体等労働関係法第十六条第二項の規定に基き、国会の議決を求めるの件の専売公社関係附帯決議案 | いずれも可決 | 委員長報告のとおり議決                                                                               |
| 15   | 1952年（昭和27年）12月19日 | 衆議院 | 郵政委員会                      | 大上司                | 簡易生命保険及び郵便年金の積立金の運用に関する法律の一部を改正する法律案につき討論を省略して採決するの動議 | 否決         | なし                                                                                                 |
| 15   | 1952年（昭和27年）12月19日 | 衆議院 | 郵政委員会                      | 大上司                | 散会動議 | 可決         | なし                                                                                                 |
| 15   | 1952年（昭和27年）12月22日 | 衆議院 | 人事委員会                      | 有田二郎              | 一般職の職員の給与に関する法律の一部を改正する法律案の各派共同修正部分を除く原案 特別職の職員の給与に関する法律の一部を改正する法律案 | いずれも可決 | 委員長報告のとおり議決                                                                               |
| 15   | 1952年（昭和27年）12月23日 | 衆議院 | 郵政委員会                      | 大上司                | 簡易保険及び郵便年金の積立金の運用に関する法律の一部を改正する法律案の修正案 | 可決         | 委員長報告のとおり修正議決                                                                           |
| 15   | 1953年（昭和28年）3月10日  | 衆議院 | 労働委員会                      | 田中伊三次            | 電気事業及び石炭鉱業における争議行為の方法の規制に関する法律案の質疑終局動議 | 可決         | なし                                                                                                 |
| 17   | 1953年（昭和28年）11月7日  | 参議院 | 運輸委員会                      | 前田穣                | 日本国有鉄道及び同職員に対する10月13日の仲裁委員会裁定の政府による完全実施要望を申し入れる件 | 可決         | なし                                                                                                 |
| 19   | 1954年（昭和29年）2月24日  | 衆議院 | 決算委員会                      | 田中彰治              | 委員長が個人として所持するいわゆる森脇メモの公表を求める動議を動議として採決する件 | 否決         | なし                                                                                                 |
| 19   | 1954年（昭和29年）5月12日  | 衆議院 | 外務委員会                      | 上塚司                | 日米相互防衛援助協定等に伴う秘密保護法案 | 可決         | 委員長報告のとおり可決                                                                               |
| 24   | 1956年（昭和31年）4月18日  | 参議院 | 法務委員会                      | 高田なほ子            | 家事審判法の一部を改正する法律案の修正案 家事審判法の一部を改正する法律案の修正部分を除く原案 | いずれも可決 | 委員長報告の修正案が否決され原案が可決                                                               |
| 26   | 1957年（昭和32年）4月5日   | 参議院 | 大蔵委員会                      | 廣瀬久忠              | 揮発油税法案及び地方道路税法の一部を改正する法律案の両案に対する修正案中税率の引下げ及びこれに伴う規定の整備に関する部分 | 可決         | 委員長報告のうち税率及び税額に関する部分を否決しその余の修正部分及び修正部分を除いた両原案を修正議決 |
| 67   | 1971年（昭和46年）11月16日 | 参議院 | 大蔵委員会                      | 前田佳都男            | 所得税法の一部を改正する法律案 | 可決         | 委員長報告のとおり可決                                                                               |
| 68   | 1972年（昭和47年）4月13日  | 参議院 | 大蔵委員会                      | 前田佳都男            | 租税特別措置法の一部を改正する法律案 | 可決         | 委員長報告のとおり可決                                                                               |
| 68   | 1972年（昭和47年）6月12日  | 参議院 | 大蔵委員会                      | 前田佳都男            | 所得税法の一部を改正する法律案 | 可決         | 委員長報告のとおり可決                                                                               |
| 68   | 1972年（昭和47年）6月16日  | 参議院 | 商工委員会                      | 大森久司              | 石油パイプライン事業法案 | 可決         | 委員長報告のとおり可決                                                                               |
| 70   | 1972年（昭和47年）11月10日 | 参議院 | 商工委員会                      | 佐田一郎              | 海外経済協力基金法の一部を改正する法律案 | 可決         | 委員長報告のとおり可決                                                                               |
| 73   | 1974年（昭和49年）7月30日  | 参議院 | 議院運営委員会                  | 植木光教              | 田中内閣総理大臣の所信表明演説を求める決議案の委員会審査省略要求 | 否決         | なし                                                                                                 |
| 74   | 1974年（昭和49年）12月23日 | 参議院 | 予算委員会                      | 大谷藤之助            | 昭和49年度一般会計補正予算 昭和49年度特別会計補正予算 昭和49年度政府関係機関補正予算 | 可決         | 委員長報告のとおり可決                                                                               |
| 75   | 1975年（昭和50年）3月13日  | 参議院 | 大蔵委員会                      | 桧垣徳太郎            | 昭和四十八年度歳入歳出の決算上の剰余金の処理の特例に関する法律案 | 可決         | 委員長報告のとおり可決                                                                               |
| 75   | 1975年（昭和50年）3月20日  | 参議院 | 大蔵委員会                      | 桧垣徳太郎            | 入場税法の一部を改正する法律案の辻一彦提出の修正案 | 否決         | なし                                                                                                 |
| 75   | 1975年（昭和50年）3月25日  | 参議院 | 大蔵委員会                      | 桧垣徳太郎            | 相続税法の一部を改正する法律案の修正案 | 否決         | なし                                                                                                 |
| 75   | 1975年（昭和50年）3月31日  | 参議院 | 大蔵委員会                      | 桧垣徳太郎            | 所得税法の一部を改正する法律案 法人税法の一部を改正する法律案 租税特別措置法の一部を改正する法律案 | いずれも可決 | 委員長報告のとおり可決                                                                               |
| 75   | 1975年（昭和50年）4月2日   | 参議院 | 予算委員会                      | 大谷藤之助            | 昭和50年度一般会計予算 昭和50年度特別会計予算 昭和50年度政府関係機関予算 | 可決         | 委員長報告のとおり可決                                                                               |
| 75   | 1975年（昭和50年）5月22日  | 参議院 | 議院運営委員会                  | 鍋島直紹              | 国民年金法等の一部を改正する法律案、酒税法の一部を改正する法律案及び製造たばこ定価法の一部を改正する法律案につき、次回の本会議においてその趣旨説明を聴取する件 | 可決         | なし                                                                                                 |
| 76   | 1975年（昭和50年）11月7日  | 参議院 | 予算委員会                      | 大谷藤之助            | 昭和50年度一般会計補正予算 昭和50年度特別会計補正予算 昭和50年度政府関係機関補正予算 | 可決         | 委員長報告のとおり可決                                                                               |
| 76   | 1975年（昭和50年）12月12日 | 参議院 | 議院運営委員会                  | 鍋島直紹              | 本会議への議事日程記載案 | 可決         | なし                                                                                                 |
| 76   | 1975年（昭和50年）12月23日 | 参議院 | 大蔵委員会                      | 桧垣徳太郎            | 昭和五十年度の公債の発行の特例に関する法律案 | 可決         | 委員長報告のとおり可決                                                                               |
| 76   | 1975年（昭和50年）12月24日 | 参議院 | 議院運営委員会                  | 鍋島直紹              | 日本電信電話公社経営委員会委員の任命承認に関する件 | 承認         | 承認                                                                                                 |
| 77   | 1976年（昭和51年）3月31日  | 参議院 | 大蔵委員会                      | 岩動道行              | 租税特別措置法の一部を改正する法律案 | 可決         | 委員長報告のとおり可決                                                                               |
| 77   | 1976年（昭和51年）3月31日  | 参議院 | 予算委員会                      | 八木一郎              | 昭和51年度一般会計暫定予算 昭和51年度特別会計暫定予算 昭和51年度政府関係機関暫定予算 | 可決         | 委員長報告のとおり可決                                                                               |
| 77   | 1976年（昭和51年）5月8日   | 参議院 | 予算委員会                      | 八木一郎              | 昭和51年度一般会計予算 昭和51年度特別会計予算 昭和51年度政府関係機関予算 | 可決         | 委員長報告のとおり可決                                                                               |
| 78   | 1976年（昭和51年）10月14日 | 参議院 | 大蔵委員会                      | 岩動道行              | 昭和五十一年度の公債の発行の特例に関する法律案 | 可決         | 委員長報告のとおり可決                                                                               |
| 80   | 1977年（昭和52年）2月22日  | 参議院 | 予算委員会                      | 小川半次              | 昭和51年度一般会計補正予算（第1号） 昭和51年度特別会計補正予算（特第1号） 昭和51年度政府関係機関補正予算（機第1号） | 可決         | 委員長報告のとおり可決                                                                               |
| 80   | 1977年（昭和52年）3月31日  | 参議院 | 大蔵委員会                      | 安田隆明              | 租税特別措置法及び国税収納金整理資金に関する法律の一部を改正する法律案 | 可決         | 委員長報告のとおり可決                                                                               |
| 80   | 1977年（昭和52年）4月26日  | 参議院 | 大蔵委員会                      | 安田隆明              | 昭和五十一年分所得税の特別減税の実施のための財政処理の特別措置に関する法律案 | 可決         | 委員長報告のとおり可決                                                                               |
| 82   | 1977年（昭和52年）11月25日 | 参議院 | 内閣委員会                      | 塚田十一郎            | 防衛庁設置法及び自衛隊法の一部を改正する法律案 | 可決         | 審議未了（廃案）                                                                                     |
| 84   | 1978年（昭和53年）3月30日  | 参議院 | 大蔵委員会                      | 嶋崎均                | 租税特別措置法及び国税収納金整理資金に関する法律の一部を改正する法律案 | 可決         | 委員長報告のとおり可決                                                                               |
| 84   | 1978年（昭和53年）6月13日  | 参議院 | 商工委員会                      | 楠正俊                | 日本国と大韓民国との間の両国に隣接する大陸棚の南部の共同開発に関する協定の実施に伴う石油及び可燃性天然ガス資源の開発に関する特別措置法案 | 可決         | 委員長報告のとおり可決                                                                               |
| 87   | 1979年（昭和54年）4月3日   | 参議院 | 予算委員会                      | 町村金五              | 昭和54年度一般会計予算 昭和54年度特別会計予算 昭和54年度政府関係機関予算 | 可決         | 委員長報告のとおり可決                                                                               |
| 91   | 1980年（昭和55年）2月14日  | 参議院 | 予算委員会                      | 山内一郎              | 昭和54年度一般会計補正予算 昭和54年度特別会計補正予算 昭和54年度政府関係機関補正予算 | 可決         | 委員長報告のとおり可決                                                                               |
| 91   | 1980年（昭和55年）3月25日  | 参議院 | 大蔵委員会                      | 世耕政隆              | 日本専売公社法等の一部を改正する法律案 | 可決         | 委員長報告のとおり可決                                                                               |
| 91   | 1980年（昭和55年）3月28日  | 参議院 | 大蔵委員会                      | 世耕政隆              | 所得税法の一部を改正する法律案 租税特別措置法の一部を改正する法律案 | いずれも可決 | 委員長報告のとおり可決                                                                               |
| 91   | 1980年（昭和55年）4月4日   | 参議院 | 予算委員会                      | 山内一郎              | 昭和55年度一般会計予算 昭和55年度特別会計予算 昭和55年度政府関係機関予算 | 可決         | 委員長報告のとおり可決                                                                               |
| 91   | 1980年（昭和55年）4月24日  | 参議院 | 大蔵委員会                      | 世耕政隆              | 昭和五十五年度の公債の発行の特例に関する法律案 | 可決         | 委員長報告のとおり可決                                                                               |
| 91   | 1980年（昭和55年）5月8日   | 参議院 | 大蔵委員会                      | 世耕政隆              | 電源開発促進税法の一部を改正する法律案の修正案 電源開発促進税法の一部を改正する法律案の修正部分を除く原案 電源開発促進対策特別会計法及び石炭及び石油対策特別会計法の一部を改正する法律案の修正案 電源開発促進対策特別会計法及び石炭及び石油対策特別会計法の一部を改正する法律案の修正部分を除く原案 | いずれも可決 | 委員長報告のとおり修正議決                                                                           |
| 103  | 1985年（昭和60年）12月10日 | 参議院 | 法務委員会                      | 片岡清一              | 裁判官の報酬等に関する法律の一部を改正する法律案 検察官の俸給等に関する法律の一部を改正する法律案 | いずれも可決 | 委員長報告のとおり可決                                                                               |
| 120  | 1990年（平成2年）12月17日  | 参議院 | 予算委員会                      | 平井卓志              | 平成2年度一般会計補正予算（第1号） 平成2年度特別会計補正予算（特第1号） 平成2年度政府関係機関補正予算（機第1号） | 可決         | 否決                                                                                                 |
| 123  | 1992年（平成4年）4月21日   | 参議院 | 厚生委員会                      | 田渕勲二              | 原子爆弾被爆者等援護法案の修正案 原子爆弾被爆者等援護法案の修正部分を除く原案 | いずれも可決 | 委員長報告のとおり修正議決                                                                           |
| 128  | 1994年（平成6年）1月12日   | 参議院 | 政治改革に関する 特別委員会     | 上野雄文              | 1月18日の政治改革関連法案地方公聴会開会承認要求動議 | 否決         | なし                                                                                                 |
| 128  | 1994年（平成6年）1月13日   | 参議院 | 議院運営委員会                  | 大森昭                | 1月17日の政治改革関連法案中央公聴会開会承認要求 | 可決         | なし                                                                                                 |
| 128  | 1994年（平成6年）1月13日   | 参議院 | 政治改革に関する 特別委員会     | 上野雄文              | 1月20日の政治改革関連法案集中審議開催動議 | 否決         | なし                                                                                                 |
| 128  | 1994年（平成6年）1月20日   | 参議院 | 政治改革に関する 特別委員会     | 上野雄文              | 政治改革関連法案に対する質疑を終局し討論・採決に付する動議 | 可決         | なし                                                                                                 |
| 128  | 1994年（平成6年）1月29日   | 衆議院 | 議院運営委員会                  | 奥田敬和              | 羽田孜外務大臣不信任決議案上程の動議 畑英次郎農林水産大臣不信任決議案上程の動議 | 否決         | なし                                                                                                 |
| 141  | 1997年（平成9年）10月24日  | 衆議院 | 議院運営委員会                  | 亀井善之              | 中小企業等協同組合法及び中小企業団体の組織に関する法律の一部を改正する法律案及び工場立地法の一部を改正する法律案につき本会議で趣旨説明を聴取することなく委員会に付託し、また許可等の有効期間の延長に関する法律案を委員会に付託することの動議 | 可決         | なし                                                                                                 |
| 147  | 2000年（平成12年）5月18日  | 参議院 | 国民福祉委員会                  | 狩野安                | 児童手当法の一部を改正する法律案 | 可決         | 委員長報告のとおり可決                                                                               |
| 151  | 2001年（平成13年）5月18日  | 衆議院 | 議院運営委員会                  | 藤井孝男              | 中村喜四郎議員辞職勧告決議案に対する質疑を終局し討論・採決に付する動議 | 否決         | なし                                                                                                 |
| 154  | 2002年（平成14年）5月14日  | 衆議院 | 議院運営委員会                  | 鳩山邦夫              | 鈴木宗男議員辞職勧告決議案に対する質疑を終局し討論・採決に付する動議 | 否決         | なし                                                                                                 |
| 168  | 2007年（平成19年）11月14日 | 参議院 | 議院運営委員会                  | 西岡武夫              | 労働保険審査会委員、運輸審議会委員の一部及び公害健康被害補償不服審査会委員の一部の任命同意に関する件 | 不同意       | 不同意                                                                                               |
| 168  | 2007年（平成19年）12月26日 | 参議院 | 議院運営委員会                  | 西岡武夫              | 障害者自立支援法及び児童福祉法の一部を改正する法律案、刑事訴訟法の一部を改正する法律案、土壌汚染対策法の一部を改正する法律案及び国際的なテロリズムの防止及び根絶のためのアフガニスタン復興支援等に関する特別措置法案につき、本会議で趣旨説明を聴取することなく委員会に付託をすることの動議 | 可決         | なし                                                                                                 |
| 169  | 2008年（平成20年）3月19日  | 参議院 | 議院運営委員会                  | 西岡武夫              | 日本銀行総裁の任命同意に関する件 | 不同意       | 不同意                                                                                               |
| 169  | 2008年（平成20年）4月9日   | 参議院 | 議院運営委員会                  | 西岡武夫              | 日本銀行副総裁の任命同意に関する件 | 不同意       | 不同意                                                                                               |
| 169  | 2008年（平成20年）4月16日  | 参議院 | 議院運営委員会                  | 西岡武夫              | 道路整備費の財源等の特例に関する法律の一部を改正する法律案を財政金融委員会に付託する件 | 可決         | なし                                                                                                 |
| 169  | 2008年（平成20年）6月6日   | 参議院 | 議院運営委員会                  | 西岡武夫              | 再就職等監視委員会委員長及び同委員の任命同意に関する件 | 不同意       | 不同意                                                                                               |
| 169  | 2008年（平成20年）6月11日  | 参議院 | 議院運営委員会                  | 西岡武夫              | 本会議における議事に関する動議 | 可決         | なし                                                                                                 |
| 170  | 2008年（平成20年）11月21日 | 参議院 | 議院運営委員会                  | 西岡武夫              | 再就職等監視委員会委員長並びに同委員並びに日本放送協会経営委員会委員のうち前田晃伸君、篠崎悦子君及び多賀谷一照君の任命同意に関する件 | 不同意       | 不同意                                                                                               |
| 170  | 2008年（平成20年）12月11日 | 参議院 | 財政金融委員会                  | 峰崎直樹              | 金融機能の強化のための特別措置に関する法律及び金融機関等の組織再編成の促進に関する特別措置法の一部を改正する法律案の修正案 | 可決         | 委員長報告のとおり修正議決                                                                           |
| 170  | 2008年（平成20年）12月15日 | 参議院 | 議院運営委員会                  | 西岡武夫              | 租税特別措置法の一部を改正する等の法律案、子ども手当法案、大企業者による中小企業者に対する取引上の地位を不当に利用する行為の防止に関する法律案、私的独占の禁止及び公正取引の確保に関する法律の一部を改正する法律案、地域金融の円滑化に関する法律案、内定取消しの規制等のための労働契約法の一部を改正する法律案、派遣労働者等の解雇の防止に関する緊急措置法案、雇用保険法の一部を改正する法律案、期間の定めのある労働契約の規制等のための労働契約法の一部を改正する法律案、法人税法の一部を改正する法律案及び租税特別措置法の一部を改正する法律案につき本会議での趣旨説明を聴取することなく委員会に付託することの動議 | 可決         | なし                                                                                                 |
| 170  | 2008年（平成20年）12月19日 | 参議院 | 議院運営委員会                  | 西岡武夫              | 本会議における議事に関する動議 | 可決         | なし                                                                                                 |
| 171  | 2009年（平成21年）1月28日  | 参議院 | 議院運営委員会                  | 西岡武夫              | 本会議における議事に関する動議 | 可決         | なし                                                                                                 |
| 171  | 2009年（平成21年）1月23日  | 参議院 | 議院運営委員会                  | 西岡武夫              | 人事官の任命同意に関する件 | 不同意       | 不同意                                                                                               |
| 171  | 2009年（平成21年）1月23日  | 参議院 | 議院運営委員会                  | 西岡武夫              | 再就職等監視委員会委員長並びに同委員並びに中央社会保険医療協議会委員のうち前田雅英君の任命同意に関する件 | 不同意       | 不同意                                                                                               |
| 171  | 2009年（平成21年）6月5日   | 参議院 | 議院運営委員会                  | 西岡武夫              | 食品安全委員会委員のうち吉川泰弘君の任命同意に関する件 | 不同意       | 不同意                                                                                               |
| 171  | 2009年（平成21年）6月19日  | 参議院 | 議院運営委員会                  | 西岡武夫              | 児童扶養手当法の一部を改正する法律案及び生活保護法の一部を改正する法律案につき、本会議で趣旨説明を聴取することなく委員会に付託することの動議 | 可決         | なし                                                                                                 |
| 171  | 2009年（平成21年）6月19日  | 参議院 | 議院運営委員会                  | 西岡武夫              | 本会議における議事に関する動議 | 可決         | なし                                                                                                 |
| 171  | 2009年（平成21年）6月24日  | 参議院 | 議院運営委員会                  | 西岡武夫              | 本会議における議事に関する動議 | 可決         | なし                                                                                                 |
| 171  | 2009年（平成21年）6月26日  | 参議院 | 議院運営委員会                  | 西岡武夫              | 本会議における議事に関する動議 | 可決         | なし                                                                                                 |
| 173  | 2009年（平成21年）11月18日 | 参議院 | 議院運営委員会                  | 西岡武夫              | 人事官の任命同意に関する件 | 同意         | 同意                                                                                                 |
| 173  | 2009年（平成21年）11月26日 | 参議院 | 議院運営委員会                  | 西岡武夫              | 一般職の職員の給与に関する法律等の一部を改正する法律案、特別職の職員の給与に関する法律等の一部を改正する法律案、国家公務員の育児休業等に関する法律の一部を改正する法律案、裁判官の報酬等に関する法律等の一部を改正する法律案、検察官の俸給等に関する法律等の一部を改正する法律案及び裁判官の育児休業に関する法律の一部を改正する法律案、防衛省の職員の給与等に関する法律等の一部を改正する法律案、万国郵便連合憲章の第八追加議定書、万国郵便連合一般規則の第一追加議定書及び万国郵便条約の締結について承認を求めるの件、郵便送金業務に関する約定の締結について承認を求めるの件、南東大西洋における漁業資源の保存及び管理に関する条約の締結について承認を求めるの件及び新型インフルエンザ予防接種による健康被害の救済等に関する特別措置法案につきそれぞれ本会議で趣旨説明を聴取することなく委員会に付託することの動議 | 可決         | なし                                                                                                 |
| 174  | 2010年（平成22年）3月24日  | 参議院 | 総務委員会                      | 佐藤泰介              | 地方税法等の一部を改正する法律案 | 可決         | 委員長報告のとおり可決                                                                               |
| 174  | 2010年（平成22年）4月27日  | 参議院 | 総務委員会                      | 佐藤泰介              | 地域主権改革の推進を図るための関係法律の整備に関する法律案 | 可決         | 委員長報告のとおり可決                                                                               |
| 174  | 2010年（平成22年）5月11日  | 参議院 | 厚生労働委員会                  | 柳田稔                | 医療保険制度の安定的運営を図るための国民健康保険法等の一部を改正する法律案 | 可決         | 委員長報告のとおり可決                                                                               |
| 174  | 2010年（平成22年）5月20日  | 参議院 | 総務委員会                      | 佐藤泰介              | 独立行政法人通則法の一部を改正する法律案 | 可決         | 委員長報告のとおり可決                                                                               |
| 177  | 2011年（平成23年）3月31日  | 参議院 | 厚生労働委員会                  | 津田弥太郎            | 国民生活等の混乱を回避するための平成二十二年度における子ども手当の支給に関する法律の一部を改正する法律案 | 可決         | 委員長報告のとおり可決                                                                               |
| 177  | 2011年（平成23年）8月12日  | 参議院 | 議院運営委員会                  | 鈴木政二              | 東日本大震災に対処するための私立の学校等の用に供される建物等の災害復旧等に関する特別の助成措置等に関する法律案について、本会議で趣旨説明を聴取することなく文教科学委員会に付託することの動議 | 可決         | なし                                                                                                 |
| 180  | 2012年（平成24年）4月5日   | 参議院 | 議院運営委員会                  | 鶴保庸介              | 日本銀行政策審議会委員の任命同意の件 | 不同意       | 不同意                                                                                               |
| 180  | 2012年（平成24年）8月29日  | 参議院 | 議院運営委員会                  | 鶴保庸介              | 内閣総理大臣野田佳彦君問責決議案につき、日本共産党、社会民主党・護憲連合及びみどりの風に対して本会議で討論を認める件 | 可決         | なし                                                                                                 |
| 180  | 2012年（平成24年）9月7日   | 衆議院 | 厚生労働委員会                  | 池田元久              | 医薬品等行政評価・監視委員会設置法案につき、閉会中審査の申し出 | 可決         | 委員長報告のとおり可決                                                                               |
| 189  | 2015年（平成27年）3月31日  | 参議院 | 総務委員会                      | 谷合正明              | 地方税法等の一部を改正する法律案 | 可決         | 委員長報告のとおり可決                                                                               |
| 189  | 2015年（平成27年）3月31日  | 参議院 | 総務委員会                      | 谷合正明              | 放送法第七十条第二項の規定に基づき、承認を求めるの件 | 承認         | 委員長報告のとおり承認                                                                               |

- 法律案・予算・決議案の名称は正式な題名を用いる。題名中の年号については原題どおり元号とする（ただし、漢数字は法律案はそのままとし、予算のみ算用数字化する）。動議については必ずしも確定的な固有の正式名称が存在しないため、国会会議録における内容を要約したものを記載する。
- 案件欄の一つのセル内に複数の議案が記載されている場合、可否欄に「いずれも○決」とあるものはそれぞれ個別に、単に「○決」とあるものは一括して、委員長決裁が行われたことを表す。